# Erica Barbieri
Erica Barbieri (ur. 2 marca 1981) – włoska judoczka. Olimpijka z Londynu 2012, gdzie zajęła siedemnaste miejsce, w wadze średniej.
Uczestniczka mistrzostw świata w 2009 i 2010. Startowała w Pucharze Świata w latach 2001, 2004, 2006-2012. Brązowa medalistka mistrzostw Europy w 2011, a także igrzysk śródziemnomorskich w 2009. Triumfatorka igrzysk wojskowych w 2007 roku.

## Letnie Igrzyska Olimpijskie 2012
| Konkurencja | Eliminacje           | Klas. końcowa |
| Konkurencja | Przeciwnik I         | Miejsce       |
| ----------- | -------------------- | ------------- |
| 70 kg       | Hwang Ye-sul (KOR) P | 17.           |